# Halarachnidae
Halarachnidae (лат.) — семейство клещей из отряда Mesostigmata. Паразитируют на млекопитающих, в том числе на водных представителях из группы ластоногих.
Вид Orthohalarachne attenuata паразитирует в носу и носоглотке у морских котиков, морских львов и моржей. Известен случай попадания этого клеща в глаз человека, после посещения крупного океанариума с морскими животными SeaWorld в Сан-Диего (Калифорния), где на посетителя чихнул морж.

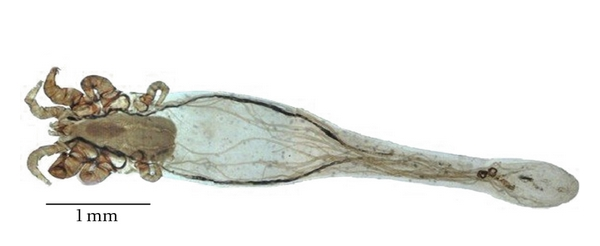
Orthohalarachne attenuata
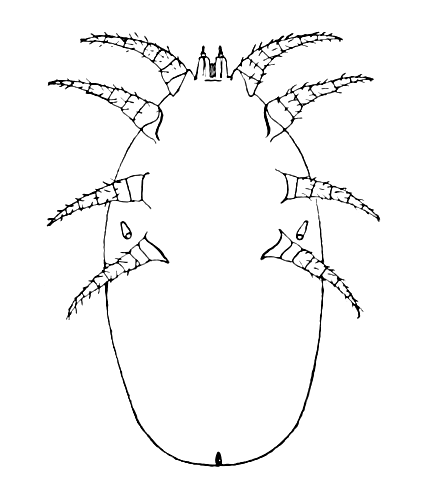
Pneumonyssus simicola

## Систематика
7 родов и 10 видов.
- Род Halarachne Allman, 1847
  - Halarachne halichoeri Allman, 1847
  - Halarachne laysanae Furman & Dailey, 1980
- Род Orthohalarachne Newell, 1947
  - Orthohalarachne attenuata (Banks, 1910)
    - =Halarachne attenuata Banks, 1910
- Род Pneumonyssoides Fain, 1955
  - Pneumonyssoides caninum (Chandler & Ruhe, 1940)
- Род Pneumonyssus Banks, 1901
  - Pneumonyssus capricorni Domrow, 1974
  - Pneumonyssus simicola Banks, 1901
- Род Rhinophaga Fain, 1955
  - Rhinophaga cercopitheci Fain, 1955
- Род Sciurinyssus
  - Sciurinyssus coreaensis
- Род Zumptiella Fain, 1962
  - Zumptiella furmani Fain, 1962
  - Zumptiella tamias Fain, Lukoschus & Whitaker, 1983